# سد مالوتانگ
سد مالوتانگ (به لاتین: Malutang Dam) یک سد خاکی و نیروگاه برقابی در چین است که در شهرستان مالیپو واقع شده‌است.